# Monumento a Nicola Demidoff
Il monumento a Nicola Demidoff è un gruppo scultoreo in marmo "zuccherino" di Lorenzo Bartolini, con alcune varianti apportate da Pasquale Romanelli, databile tra il 1830 e il 1850 e conservato nell'omonima piazza Demidoff a Firenze. Fu commissionato da Paolo e Anatolio Demidoff, che abitarono nel vicino palazzo Demidoff Amici, in memoria del padre Nicola.

## Storia

### Origini
Il monumento fu commissionato nel 1830 a Lorenzo Bartolini da Paolo e Anatolio Demidoff, in ricordo del padre Nicola, industriale, collezionista e filantropo, scomparso due anni prima. 

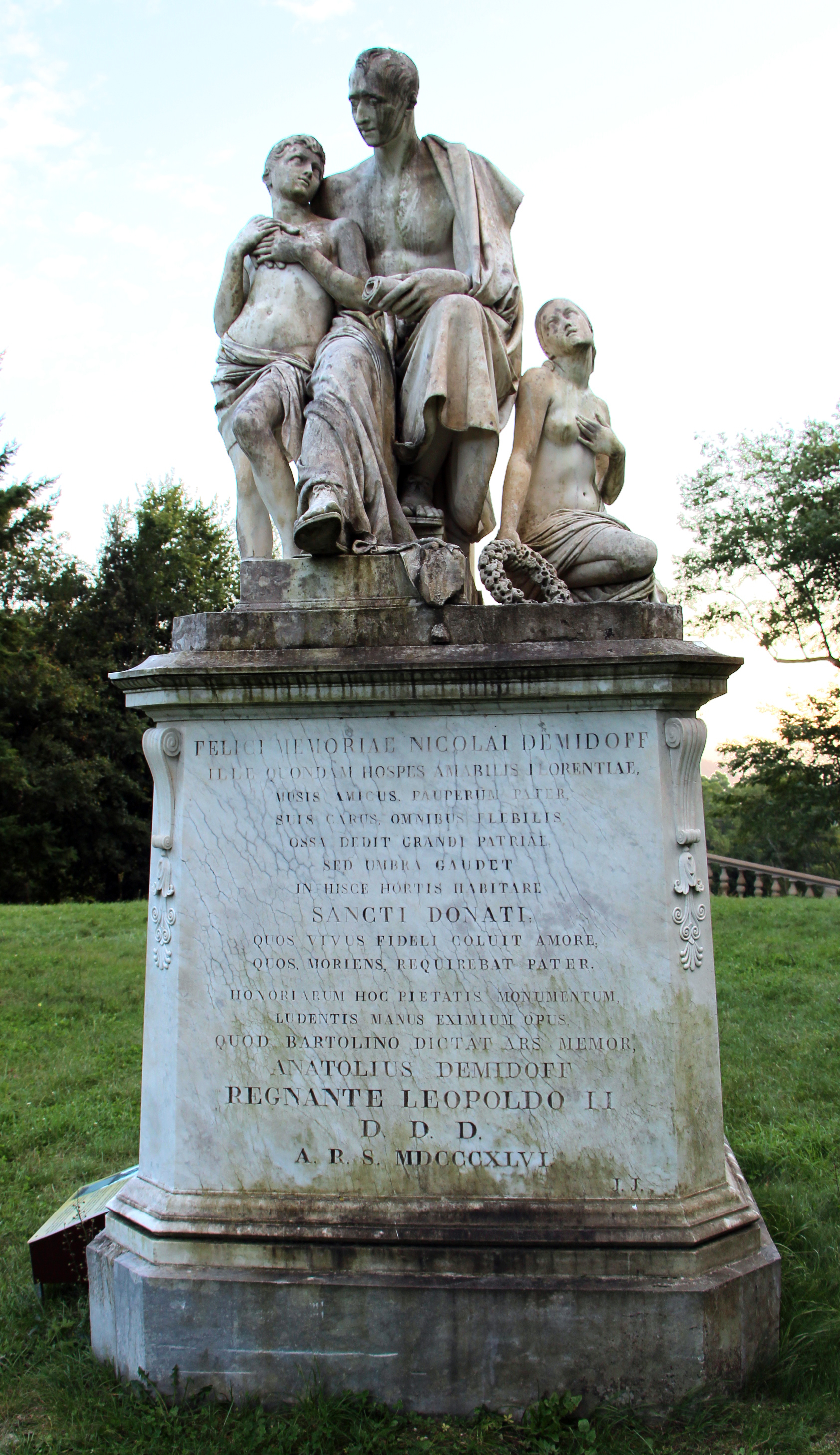
La prima statua per il monumento, oggi a villa Demidoff

L'idea generale dell'opera dovette apparire subito chiara allo scultore che, in un disegno firmato e datato allo stesso 1830, definì una sistemazione dell'insieme e dei gruppi in forme molto prossime alla soluzione poi adottata. La realizzazione, viceversa, fu lunga e travagliata e nel 1836, pur essendo tutti i gruppi scultorei in uno stadio sufficientemente avanzato nell'esecuzione plastica, risultava sicuramente terminato solo il gruppo principale (nella sua prima versione, ora nel parco della villa Demidoff di Pratolino), realizzato in marmo "ravaccione" per poter essere collocato, secondo le intenzioni originarie, all'esterno, in un piazzale del parco della villa di San Donato. 

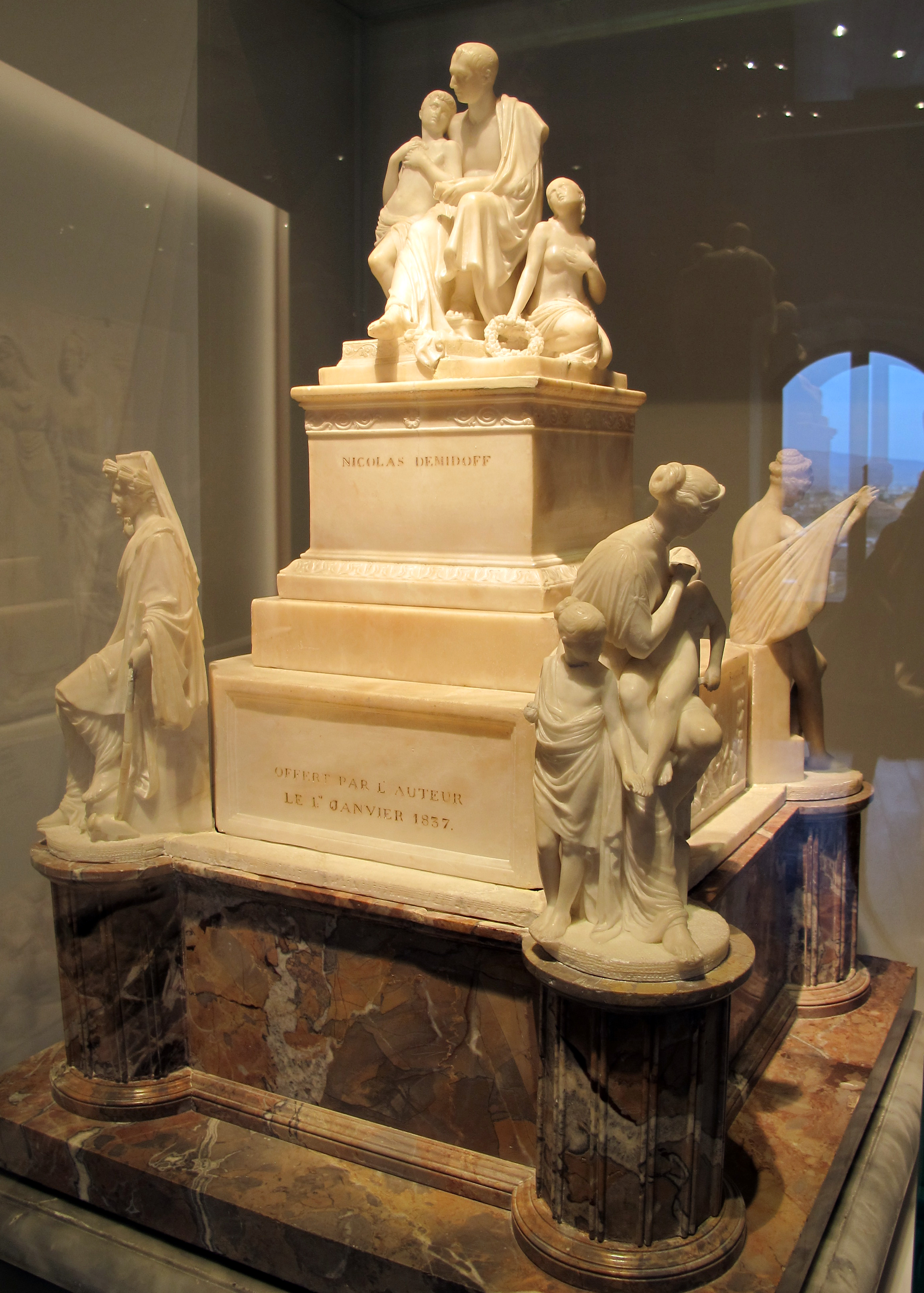
Il primo modello, in alabastro, al Museo civico di Prato

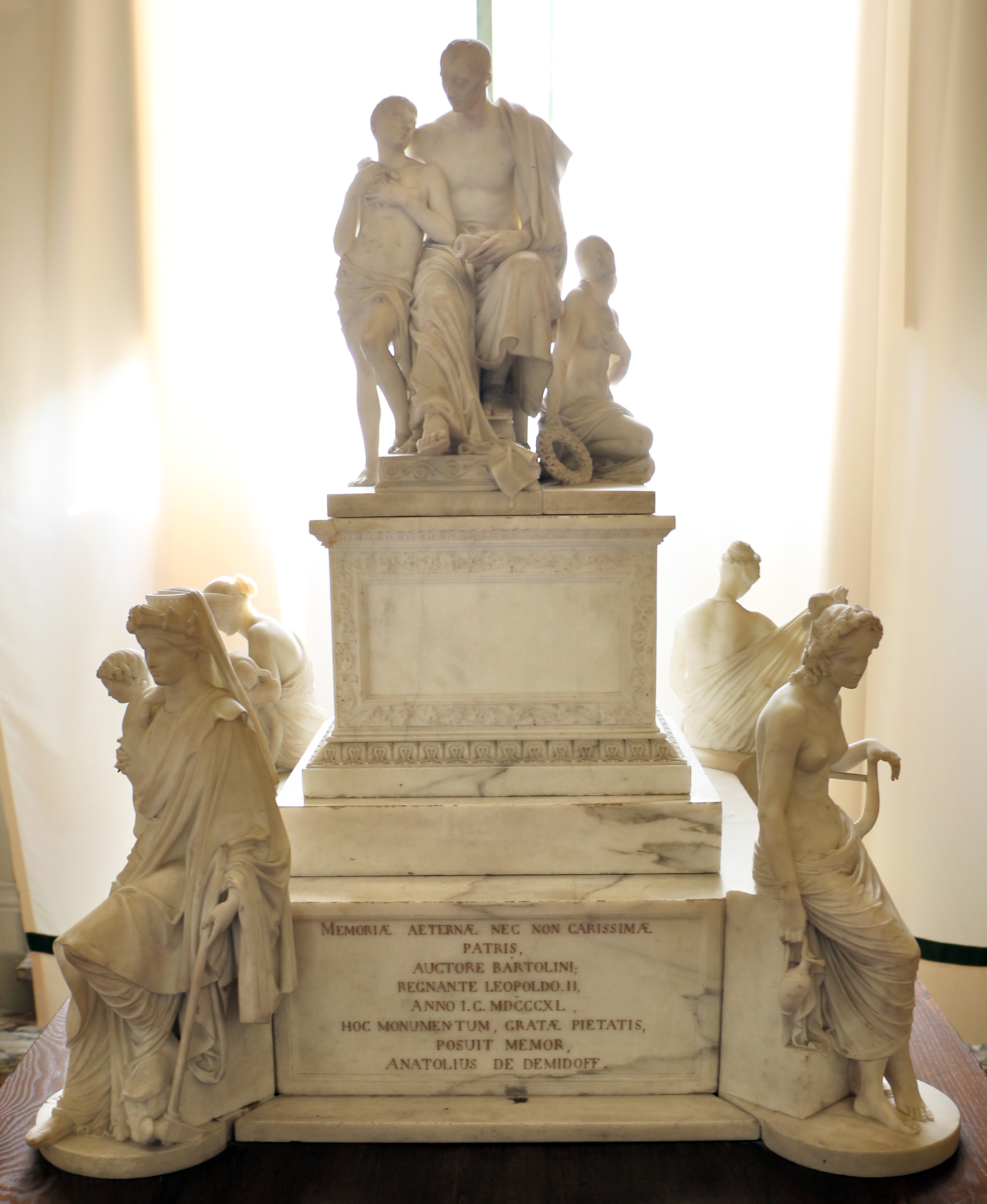
Il secondo modello, in marmo, alla GAM di Firenze

L'anno successivo, tuttavia, il progetto mutò drasticamente con la decisione di Anatolio di realizzare un vero e proprio mausoleo in memoria del padre, con una conseguente collocazione del monumento all'interno di uno spazio chiuso (a questo periodo risalgono due modelli dell'intero complesso, uno in alabastro nel Museo civico di Prato, e uno in marmo, del 1840, ora conservato presso la Galleria d'Arte Moderna di palazzo Pitti). 
Per la progettazione del complesso fu bandito un apposito concorso del quale ci restano i progetti redatti dagli architetti Giuseppe Martelli e Nicolò Matas. Le statue del monumento (quasi del tutto terminate nel 1850 alla morte di Bartolini) vennero quindi scolpite in marmo "zuccherino" (marmo statuario del tipo "salone" proveniente dalle cave del monte Bettogli), ideale per la nuova sistemazione ma assolutamente inadatto all'esposizione esterna.

### Erezione
Nel 1869 l'erede di Anatolio, Paolo, donò il gruppo al Comune di Firenze, individuando in questa piazza - in un quartiere beneficiato dal mecenate russo con la creazione dell'omonimo istituto in via San Niccolò 30 e comunque legato alla famiglia per le varie residenze che qui ebbe (sia palazzo Serristori che palazzo Demidoff Amici in via dei Renai) - il luogo per la sua erezione. 
In funzione della donazione il Comune si accollò le spese per il completamento del complesso (affidato a Pasquale Romanelli, allievo di Bartolini, con l'assistenza dell'architetto Luigi Del Sarto per il montaggio dei vari elementi) sia quelle per la sistemazione della piazza a giardino. Il monumento fu inaugurato nella sua nuova sistemazione il 7 dicembre 1871. 

### La copertura
Tre anni dopo, nell'ottobre del 1874, Luigi Mussini, amico e ammiratore del Bartolini, scrisse al direttore de La Nazione lamentandosi della collocazione del gruppo alle intemperie e dei gravi danni che già le statue avevano subito, ricordando come queste fossero state concepite per un interno e invitando il Comune a intervenire prontamente con una adeguata copertura del monumento. Sulla scia dell'allarme (dopo un vivace dibattito sulle pagine de La Nazione al quale parteciparono tra gli altri Giovanni Dupré e lo stesso Pasquale Romanelli) si intervenne realizzando una modesta struttura in legno e lamiera, facile bersaglio dell'ironia cittadina che la disse, facendo proprie le parole di Ugo Pesci, "degna di un venditore d'acqua gelata". 
Nel 1899 un nuovo progetto fu predisposto dall'ingegnere Cesare Spighi ma solo nel 1912 l'inestetico padiglione fu sostituito con l'attuale copertura in vetro sostenuta da un telaio in ghisa, fuso dall'Officina del Pignone. Tuttavia, per la stessa natura dei materiali impiegati, l'opera risulta delicata e e oggetto di facile aggressione da parte degli agenti atmosferici e degli inquinanti, oltre che di atti vandalici. 

### Danni e restauri
Interessata nel tempo da vari interventi (tardi anni 1950 con direzione dei lavori dell'architetto Umberto Fabbrini e interventi del restauratore scultore Paride Bernucci, 1976-1978, 2002) - i più antichi testimoniati dalle numerose stuccature in marmo e cemento sui gruppi statuari ed in particolare sulla figura della Verità che si disvela all'arte - è stata negli ultimi tempi a lungo transennata (2011), quindi chiusa da una impalcatura per il restauro della copertura (2012). 
Nel giugno del 2018, inoltre, l'intero monumento è stato fatto oggetto di atti vandalici che hanno portato all'asportazione di tutto il sistema di dissuasori per volatili, con un particolare accanimento sulla figura del Dio Plauto del quale è stata frantumata la testa. A tale data il monumento versava in precarie condizioni conservative, in attesa di un intervento che prevedesse la ricomposizione delle porzioni di modellato rotte e distaccate, per le quali, oltre alla ricca documentazione fotografica, rimangono come chiaro riferimento i modelli in gesso conservati presso la Galleria dell'Accademia di Firenze (gipsoteca Bartoliniana). 
Chiuso nuovamente da impalcature a seguito di questi fatti, il monumento è stato oggetti di analisi scientifiche e ricerche e il cantiere avviato (dopo una sospensione dovuta alla pandemia di Covid-19) nel 2021 e concluso nell'agosto 2023.

## Descrizione
Il complesso, organizzato secondo una struttura memore dei monumenti funebri e celebrativi neoclassici, presenta cinque gruppi statuari appoggiati agli spigoli e collocati al di sopra di un alto basamento, con zoccolo scolpito a bassorilievi. Più in particolare: il quadrato di base presenta sui quattro vertici i gruppi che simboleggiano la Misericordia (o Carità), la Siberia con il Dio Plauto, la Musa dei festini e la Verità (o Natura) che si disvela all'arte. Il gruppo dominante - Nicola Demidoff con il figlio Anatolio, con a lato la Riconoscenza - conclude, in alto, l'intero monumento. Sullo zoccolo, oltre all'iscrizione e all'arme dei Demidoff, sono i bassorilievi realizzati da Pasquale Romanelli con La beneficenza di Anatolio Demidoff e La morte di Nicola Demidoff.
Tutta l'opera risente ancora della tradizione accademica, anche se vi sono richiami a opere dello scultore come la Fiducia in Dio e la Donati, e al modellato della Riconoscenza popolare e della Verità che si svela all'arte.
L'iscrizione recita:
| PERCHÉ IL POPOLO DI SAN NICCOLÒ AVESSE OGNORA DINANZI MEMORIA VIVA DEL COMMENDATORE NICCOLA DEMIDOFF INDEFESSO BENEFATTORE MUNIFICO IL FIGLIO PRINCIPE ANATOLIO AL COMUNE DI FIRENZE QUESTO MONUMENTO DONÒ MDCCCLXX |